# 주원초등학교
주원초등학교는 대한민국 경기도 양주시에 있는 공립 초등학교이다.

## 학교 연혁
- 2007. 01. 08 주원초등학교 설립인가
- 2007. 08. 27 초등 6학급 편성
- 2007. 08. 27 초대 조연원 교장 취임
- 2007. 08. 27 주원초등학교 개교(6학급, 266명)
- 2007. 09. 27 3학급 증설(9학급, 275명)
- 2008. 03. 01 초등 13학급, 유치원 1학급 편성
- 2008. 03. 01 경기도 동두천 양주 교육청 지정 정직성교육 선도학교 선정
- 2008. 03. 01 2008년 경기도 교육청 지정 자율장학 모델학교 선정
- 2008. 03. 03 제1회 입학식(85명)
- 2008. 09. 25 제1회 해오름 축제
- 2009. 02. 13 제1회 졸업식(남 22명, 여 22명, 계 44명)
- 2009. 03. 01 15학급(초등 14학급, 특수 1학급), 유치원 1학급 편성
- 2009. 03. 01 교육행정정보시스템(neis) 운영 도지정 시범학교 (2009년)
- 2009. 03. 03 제2회 입학식(77명)
- 2010. 02. 10 제2회 졸업(남 38명, 여 26명, 계 64명)
- 2010. 02. 11 제3회 병설유치원 졸업식 및 수료식(10명)
- 2010. 03. 01 교육행정정보시스템(neis)운영 도지정 시범학교(2010-2011년)
- 2010. 03. 01 17학급 편성(초등 16학급, 특수 1학급)
- 2010. 03. 03 제3회 입학식(90명)
- 2010. 03. 05 제4회 병설유치원 입학식(24명)
- 2010. 09. 01 제2대 이계환 교장선생님 취임
- 2011. 02. 18 제3회 졸업(남 35명, 여 32명, 계 64명 연 172명)
- 2011. 03. 01 도지정 교육행정정보시스템(NEIS)운영 시범학교 지정(2/2)
- 2011. 03. 01 초등 17학급(초등16, 특수1), 유치원 1학급 편성
- 2011. 12. 30 학교교육계획서 우수교 교육장 표창
- 2012. 02. 10 제4회 졸업(남 33명, 여 33명 계 66명/연 238명)
- 2012. 03. 01 초등 19학급(초등 18, 특수1), 유치원 1학급 편성
- 2013. 02. 08 제5회 졸업(남 33명, 여 33명, 계 66명/연 304명)
- 2013. 03. 01 초등 19학급(초등 1ㅁㅇ8, 특수1), 유치원 1학급 편성
- 2014. 02. 14 제